# Plymouth Superbird
Plymouth Superbird — спортивный автомобиль, выпускавшийся с 1970 года компанией Plymouth. Одна из самых легендарных гоночных машин серии NASCAR и неоднократный её победитель под управлением знаменитого гонщика Ричарда Петти. Несмотря на то, что Plymouth Superbird изначально планировался как исключительно гоночная модель, он был пущен и на конвейер. Произведено было всего 1920 штук, что делает их коллекционными автомобилями.
Plymouth Superbird был внешне почти полной копией Dodge Charger Daytona, а внутри — Plymouth Road Runner. Эту модель отличало огромное антикрыло, обеспечивающее хорошую прижимную силу. Действовало оно, правда, только на скорости больше 90 км/ч, зато обеспечивало всеобщее внимание. Кстати, это первый случай использования спойлеров в гонке NASCAR. До этого управляемость гоночных автомобилей Америки оставляла желать намного лучшего.

## Гоночная карьера

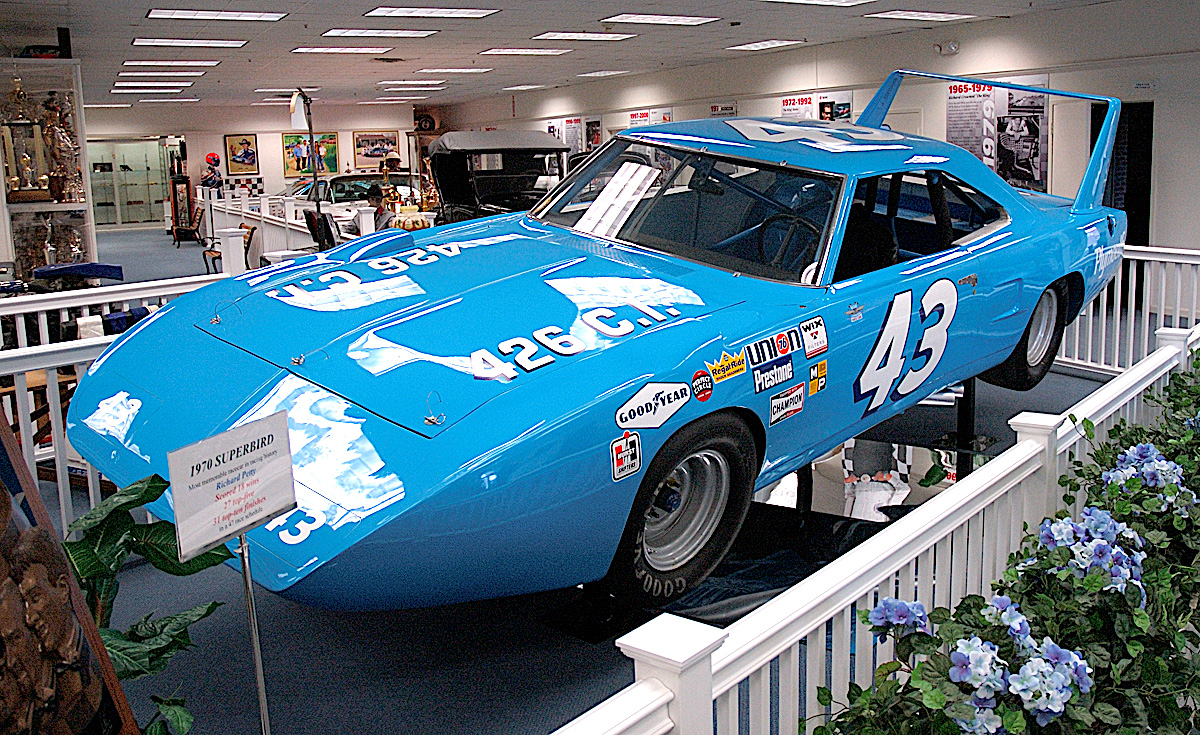
Легендарный Plymouth Superbird № 43 Ричарда Петти в его музее

Под управлением легенды гонок NASCAR Ричарда Петти Plymouth Superbird одержал ряд ярких побед, навсегда вписав своё имя в историю мировых гонок, однако он не смог в полной мере оправдать всех возлагавшихся на него надежд, так и не превзойдя своего не менее именитого предшественника Dodge Daytona. Всего в 1970 году была одержана 21 победа (включая Daytona 500), но в 1971 году изменившиеся правила NASCAR (для автомобилей с антикрылом) положили конец участию Superbird в гонках.